# الرابطة البرلمانية 1934–35
الرابطة البرلمانية 1934–35 (بالإنجليزية: 1934–35 Isthmian League)‏ هو موسم من دوري إسثميان. فاز فيه نادي ويمبلدون.